# Anniellidae
Anniellidae é uma família de répteis escamados pertencentes à subordem Sauria. Apesar de serem lagartos, muitos membros dessa família não possuem membros visíveis, dando-lhes uma aparência de serpentes. Suas cabeças, entretanato, mantêm o formato característico da de lagartos e seus olhos podem fechar - o que não acontece nas serpentes. No Brasil, este tipo de lagarto é conhecido como cobra-de-vidro, por quebrar e perder sua cauda com facilidade, como pode acontecer com qualquer lagarto.
Esta família contém apenas 1 género com 2 espécies.

## Clasificação
- A. pulchra pulchra
- A. pulchra nigra
- A. geronimensis